# 566 Stereoskopia
Stereoskopia (asteroide 566) é um asteroide da cintura principal com um diâmetro de 168,16 quilómetros, a 3,0075314 UA. Possui uma excentricidade de 0,1108082 e um período orbital de 2 272,04 dias (6,22 anos).
Stereoskopia tem uma velocidade orbital média de 16,19516522 km/s e uma inclinação de 4,89863º.
Este asteroide foi descoberto em 28 de Maio de 1905 por Paul Götz.